# Linia kolejowa Stryj – Batiowo
Linia kolejowa Stryj – Batiowo – linia kolejowa na Ukrainie łącząca stację Stryj ze stacją Batiowo. Część linii Lwów – Stryj – Batiowo – Czop.
Znajduje się w obwodach lwowskim i zakarpackim. Zarządzana jest przez Kolej Lwowską (oddział ukraińskich kolei państwowych).
Linia na całej długości jest dwutorowa i zelektryfikowana.

## Historia
Linię otwarto w czasach Austro-Węgier. W latach 1918–1945 jej fragment na północ od Tunelu Beskidzkiego leżał w Polsce. Jej południowa cześć w latach 1920 - 1938 należała do Czechosłowacji, a następnie do 1944 do Węgier. Po II wojnie światowej w całości granicach Związku Sowieckiego. Od 1991 na Ukrainie.